# Diachus luscus
Diachus luscus är en skalbaggsart som först beskrevs av Christian Wilhelm Ludwig Eduard Suffrian 1858.  Diachus luscus ingår i släktet Diachus och familjen bladbaggar. Inga underarter finns listade i Catalogue of Life.